# 歐雷格·布里札克
歐雷格·布里札克（Oleg Bryzhak，1960年10月27日—2015年3月24日) ，是一位哈薩克裔德國籍的低男中音聲樂家與歌劇演員。2015年3月24日，他與同事瑪莉亞·拉德納，剛結束了在巴塞隆納利塞奧大劇院 （Gran Teatre del Liceu）的理查德·瓦格纳歌劇「齊格菲」的公演，搭上了德国之翼航空公司的9525號航班，準備返回杜塞尔多夫市；結果不幸遇上墜機事故，於事故中喪生。

## 外部連結
- Obituary （页面存档备份，存于） at The Independent